# Chauken

Kaart van het Romeinse Rijk in 125 onder Hadrianus, met het leefgebied van de Chauci in het tegenwoordige Noord-Duitsland

De Chauken (Latijn: Chauci) waren een Germaanse stam in het Noord-Duitse gebied tussen de Eems en de Elbe. De Groot Chauken woonden tussen Wezer en Elbe, de Klein Chauken tussen Eems en Weser.  In eerste instantie waren ze bondgenoot van de Romeinen en leverden ze hulptroepen aan Germanicus in diens veldtocht tegen Arminius. Dit blijkt niet alleen uit historische bron, maar ook uit vondsten uit een ruiterkamp op de Hunerberg bij Nijmegen.
Later (47 n.Chr.), na de opstand van de Friezen (28 n.Chr.), deden ze onder leiding van de Caninefaat Gannascus invallen in Germania Inferior en plunderden de kusten van Gallia Belgica. Corbulo probeerde Gannascus te vermoorden door een missie naar de Groot Chauken te sturen, wat tot grote ophef onder de Chauken leidde. Daarop verbood Keizer Claudius aan Corbulo verdere acties in Germania Transrhenanum te ondernemen, aangezien een nieuwe opstand dreigde.
In 58 n.Chr. verdreven de Chauken hun buurstam de Ampsivariërs uit het gebied van de Eemsmonding.
Van rond deze periode stammen donkere aardewerk potscherven met ingegrifte smalle hoge driehoeken op het potlichaam; deze waren aangetroffen nabij het Romeinse havenfort II bij de Velsertunnel te IJmuiden en zijn recent (2012) door prof. Arjen Bosman toegewezen aan de Chauken. Het 'tweede havenfort' uit deze tijd werd verwoest door Germanen (Friezen en/of Chauken?) en verlaten door de overheersers.
Tijdens de Opstand van de Bataven was 'een van de vurigste cohorten' waarop Julius Civilis kon bouwen samengesteld uit Frisii en Chauken en gestationeerd in Tolbiacum (Zülpich, bij Keulen). Deze eenheid werd echter door de inwoners dronken gevoerd, waarna hun onderkomen in brand werd gestoken. Ook stuurden de Chauken Julius Civilis versterking, zonder dat dit echter doorslaggevend was.
De Angrivariërs zouden later een deelstam van de Chauken zijn geworden. In de vierde eeuw na Chr. werden de Chauken zelf een deelstam van de Saksen.
Alemannen · Ambivarieten · Ambronen · Ampsivaren · Angelen · Angrivariërs · Asdingen · Baemi · Bajuwaren · Bastarnen · Bataven · Bourgondiërs · Bructeren · Cananefaten · Chamaven · Chasuarii · Chatten · Chattuarii · Chauken · Cherusken · Cimbren · Cugerni · Dulgubnii · Fosi · Franken · Frisii · Gepiden · Goten · Harii · Helisiërs · Hermunduren · Herulen · Juten · Lakringen · Lemoviërs · Longobarden · Lugiërs · Manimiërs · Marcomannen · Marobudui · Marsi · Mattiakken · Naharvalen · Nemeten · Nerviërs · Ostrogoten · Quaden · Rugiërs · Saksen · Semnonen · Silingen · Sitones · Skiren · Sueben · Sugambren · Suiones · Tencteren · Teutonen · Toxandriërs · Triboken · Tubanten · Tudri · Tungri · Ubiërs · Usipeten · Vandalen · Vangionen · Visigoten · Volcae · Warnen
Germani cisrhenani:
Caerosi · Condrusi · Eburonen · Paemani · Segni
Stamverenigingen:
Herminones · Ingvaeones · Istvaeones